# San Mateo Mozoquilpan
San Mateo Mozoquilpan är en ort i kommunen Otzolotepec i delstaten Mexiko i Mexiko. Samhället hade 5 102 invånare vid folkräkningen 2020.